# Contea di Chickasaw (Iowa)
La contea di Chickasaw (in inglese Chickasaw County) è una contea dello Stato dell'Iowa, negli Stati Uniti. La popolazione al censimento del 2000 era di 13 095 abitanti. Il capoluogo di contea è New Hampton.